# Вержбна (герб)
Вержбна (пол. Wierzbna) — польский дворянский герб.

## Описание
В разбитом надвое щите голубого цвета в верхней и нижней половине по три белых лилии, расположенных рядом, и притом так, что в нижней средняя лилия придвинута немного более крайних к подошве щита. В нашлемнике столб, пробитый стрелою, летящей вверх от левой стороны к правой. Этот герб перенесен из Богемии, где употребляется многими родами. Ср. Гоздава..

## Герб используют
Brantalski, Fedorowicz, Fiedorowicz, Gronowski, Grynfar, Justimont, Laszczyński, Leszcz, Leszczyński, Łaszczyński, Łotaszewski, Pawłowski, Rydzeński, Rydziński, Słomczyński, Słonczyński, Szytz, Wendorf, Wendorff, Wierzbna, Wierzbnowski, Wierzwiński
- Василий Базилевич, коллежский советник, 16.03.1826 жалован дипломом на потомственное дворянское достоинство[2].